# Estanque

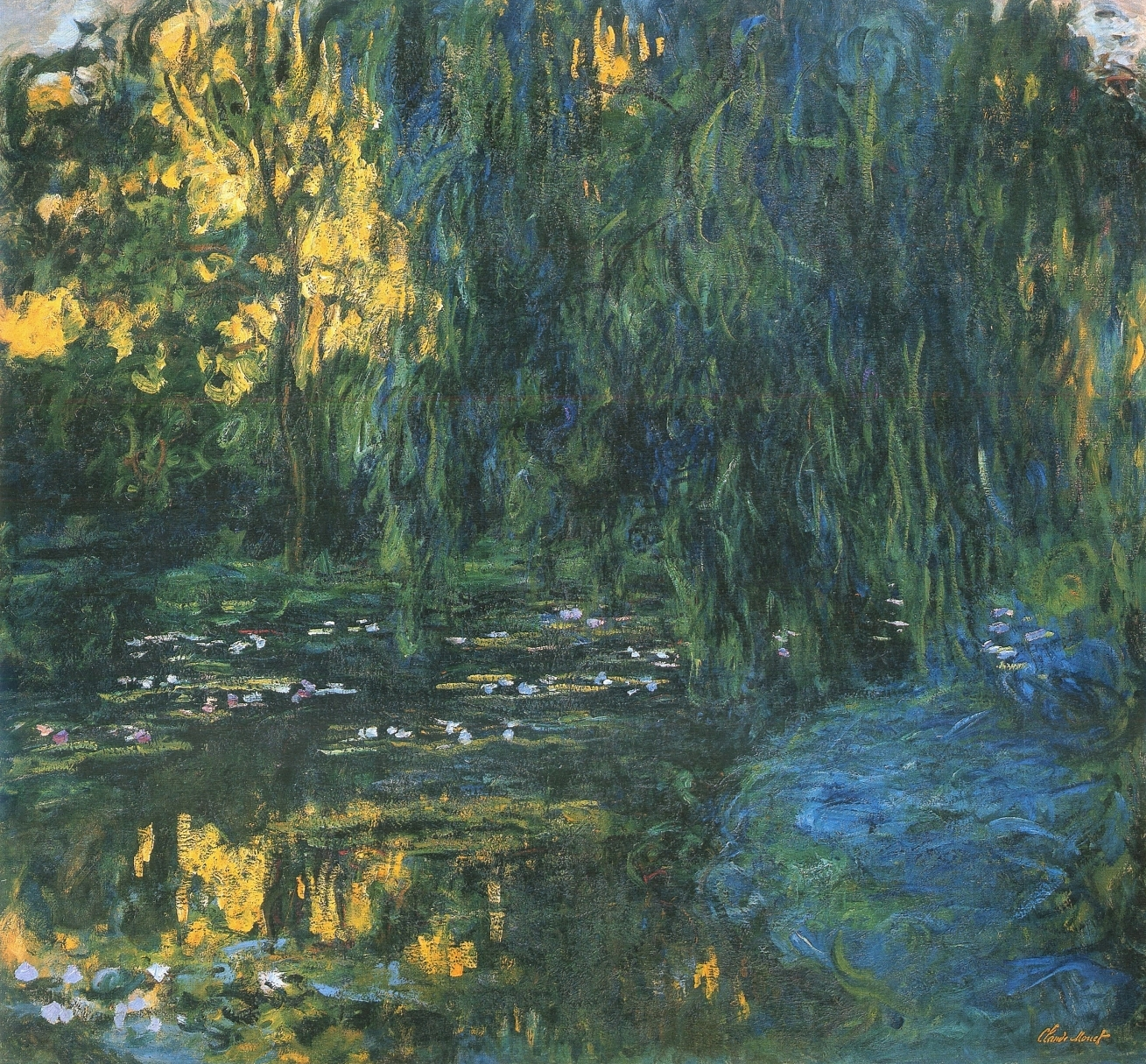
Claude Monet, 1916 - 1919

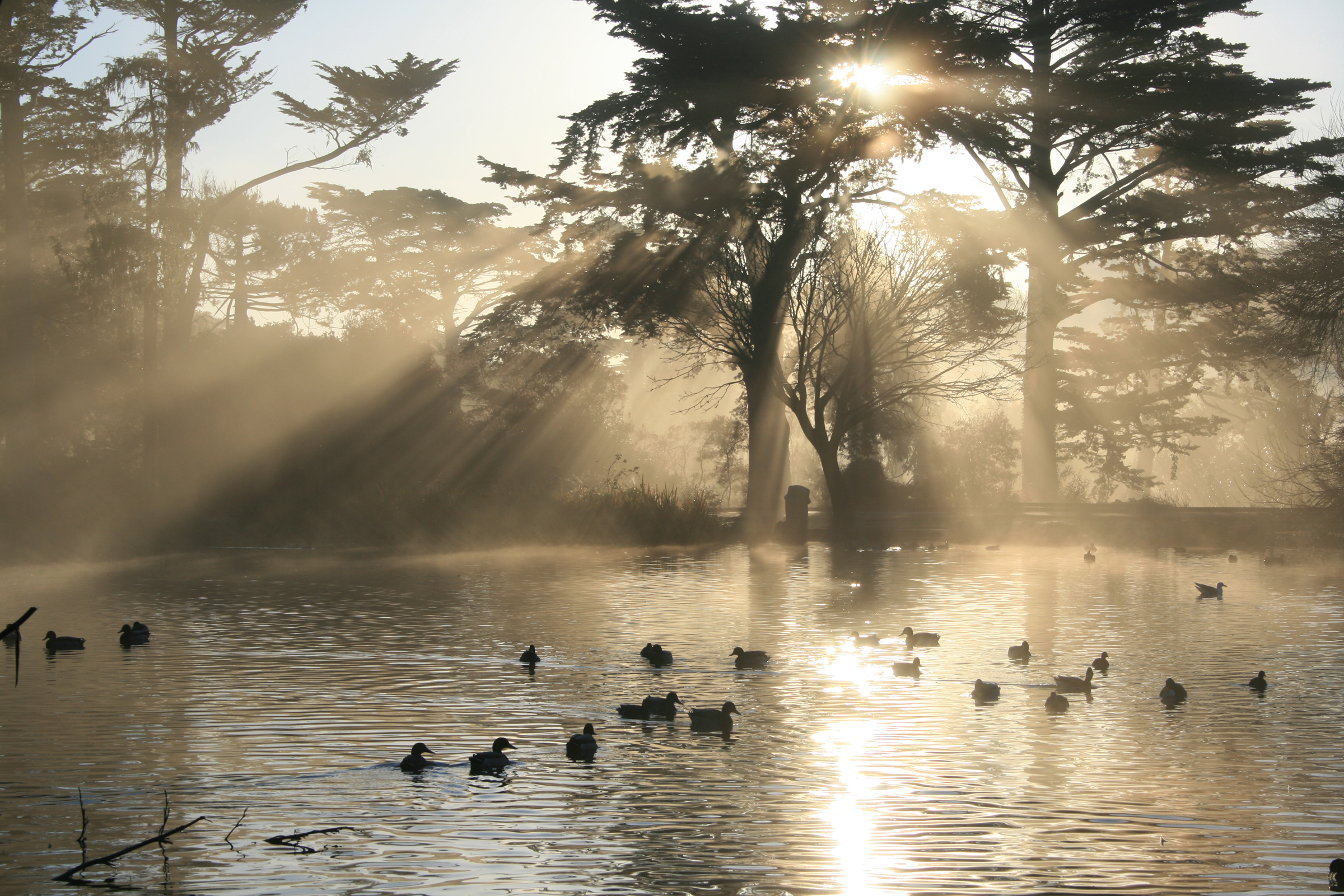
Estanque en el Golden Gate Park de San Francisco.

Un estanque es una pequeña cavidad de agua, natural o artificial, utilizado cotidianamente para proveer al riego, criar peces, nadar, etcétera, o con fines meramente ornamentales.
Los estanques forman parte del dominio público, si son de agua salada y comunican con el mar. Los estanques particulares están sometidos a las leyes generales de la propiedad y de la salubridad pública, y pertenecen al dueño del suelo que cubren. Los peces son un accesorio de los estanques y constituyen bienes muebles por disposición legal. Actualmente, una de las principales utilidades de los estanques es la cría y multiplicación de peces (como tencas, carpas y otros). Un ejemplo de estanque con utilidad paisajística u ornamental es el estanque grande del Retiro en la ciudad española de Madrid.
Después de cada desecación debe limpiarse el estanque y dragar el lodo, el cual, expuesto al aire, constituye un excelente abono. Después de estercolado, se siembran en el fondo plantas pratenses de tallo duro; estas, una vez segadas a fines de la primavera, formarán sobre el suelo un césped cepillo, contra el que se restregarán los reproductores para depositar sus huevos.
Los estanques suelen ser, por definición, masas de agua poco profundas con una abundancia variable de plantas y animales acuáticos. La profundidad, las variaciones estacionales del nivel del agua, los flujos de nutrientes, la cantidad de luz que llega a los estanques, la forma, la presencia de grandes mamíferos visitantes, la composición de cualquier comunidad de peces y la salinidad pueden afectar a los tipos de comunidades vegetales y animales presentes. Las redes tróficas se basan tanto en las algas que flotan libremente como en las plantas acuáticas. Suele haber una gran diversidad de vida acuática, con algunos ejemplos como algas, caracoles, peces, escarabajos, bichos de agua, ranas, tortugas, nutrias y ratas almizcleras. Los principales depredadores pueden ser grandes peces, garzas o caimanes.  Dado que los peces son uno de los principales depredadores de las larvas de anfibios, los estanques que se secan cada año, matando así a los peces residentes, proporcionan importantes refugios para la cría de anfibios. Los estanques que se secan completamente cada año se conocen a menudo como charcas vernales. Algunos estanques son producidos por la actividad animal, como las charcas de caimanes y castores, y añaden una importante diversidad a los paisajes.
Con frecuencia, los estanques son creados por el hombre o se amplían más allá de su profundidad y límites originales por causas antropogénicas. Aparte de su papel como ecosistemas de agua dulce de gran biodiversidad y fundamentalmente naturales, los estanques han tenido, y siguen teniendo, muchos usos, como proporcionar agua para la agricultura, el ganado y las comunidades, ayudar en la restauración de hábitats, servir como lugares de reproducción para especies locales y migratorias, componentes decorativos de arquitectura paisajística, cuencas de control de inundaciones, urbanización general, cuencas de interceptación de contaminantes y fuentes y sumideros de Gases de efecto invernadero.

## Clasificación
La distinción técnica entre un estanque y un lago no se ha estandarizado universalmente. Limnólogos e Biólogos de aguas dulces han propuesto definiciones formales de "estanque", en parte para incluir "masas de agua en las que la luz penetra hasta el fondo de la masa de agua", "masas de agua lo suficientemente poco profundas como para que crezcan plantas acuáticas enraizadas" y "masas de agua que carecen de la acción de las olas en la costa". Cada una de estas definiciones es difícil de medir o verificar en la práctica y tienen una utilidad práctica limitada, por lo que en su mayoría no se utilizan en la actualidad. En consecuencia, algunas organizaciones e investigadores se han decantado por definiciones técnicas de estanque y lago que se basan únicamente en el tamaño.

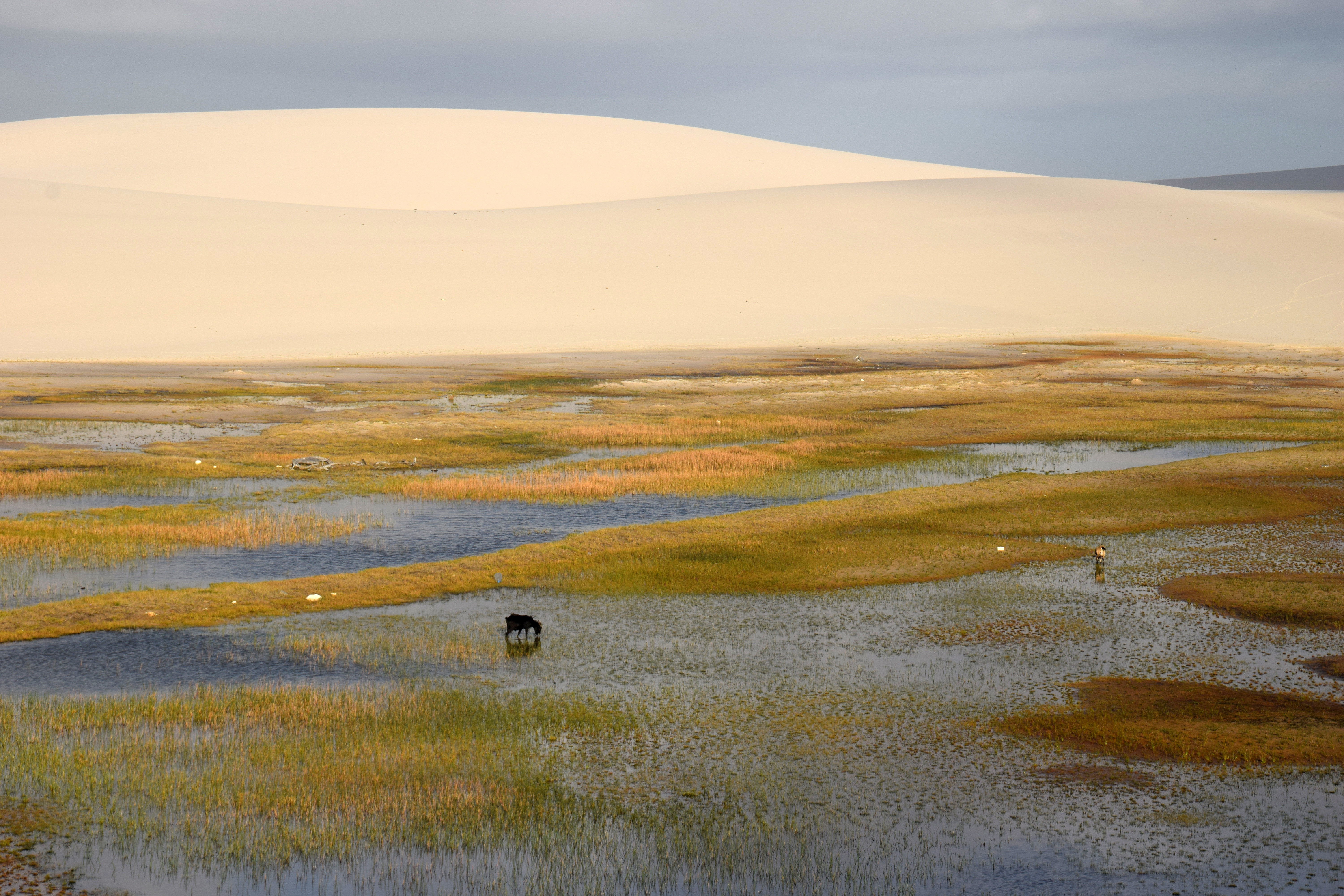
Laguna vegetada dentro de las dunas de arena del Parque Nacional Lençóis Maranhenses, Brasil

Algunas regiones de Estados Unidos definen un estanque como una masa de agua con una superficie inferior a 10 acres (4,0 ha). Se suele decir que Minnesota, conocida como la "tierra de los 10.000 lagos", distingue los lagos de los estanques, ciénagas y otros elementos acuáticos por esta definición, pero también dice que un lago se distingue principalmente por la acción de las olas que llegan a la orilla. Incluso entre las organizaciones e investigadores que distinguen los lagos de los estanques sólo por su tamaño, no existe una norma universalmente reconocida para el tamaño máximo de un estanque. La Convención de Ramsar sobre los humedales internacional fija el límite máximo de tamaño de los estanques en 8 hectáreas (80.000 m2; 20 acres). Los investigadores de la organización benéfica británica Pond Conservation (ahora llamada Freshwater Habitats Trust) han definido un estanque como "una masa de agua artificial o natural de entre 1 m2 (0. 00010 hectáreas; 0,00025 acres) y 20.000 m2 (2,0 hectáreas; 4,9 acres) de superficie, que mantiene el agua durante cuatro meses al año o más". Otros biólogos europeos han fijado el límite superior de tamaño en 5 hectáreas (50.000 m2; 12 acres).

## Formación

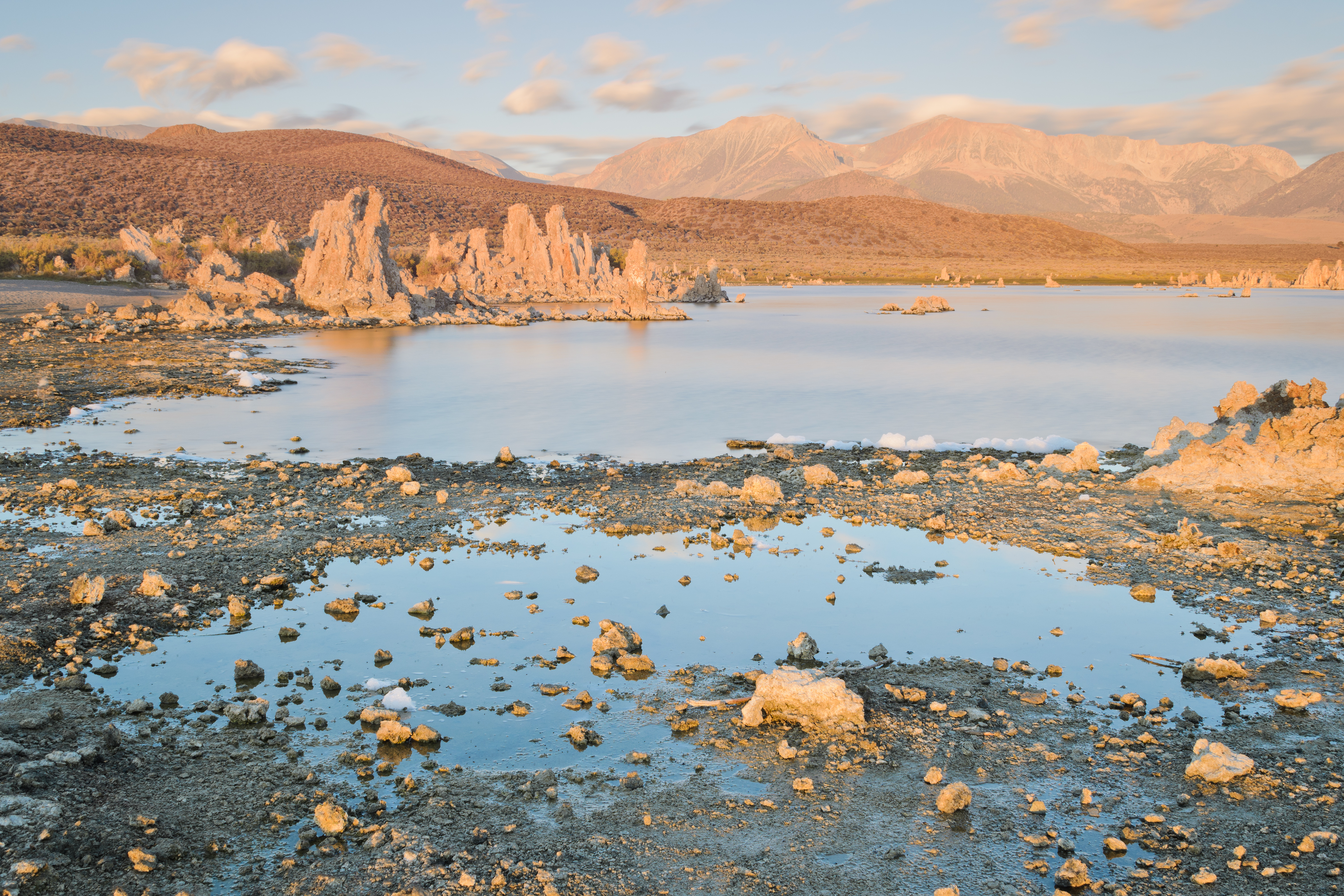
Formación de un estanque por filtración de agua subterránea en South Tufa, Estados Unidos.

Cualquier depresión en el suelo que recoja y retenga una cantidad suficiente de agua puede considerarse un estanque, y tal, puede formarse por una variedad de eventos geológicos, ecológicos, y terraformación humana.

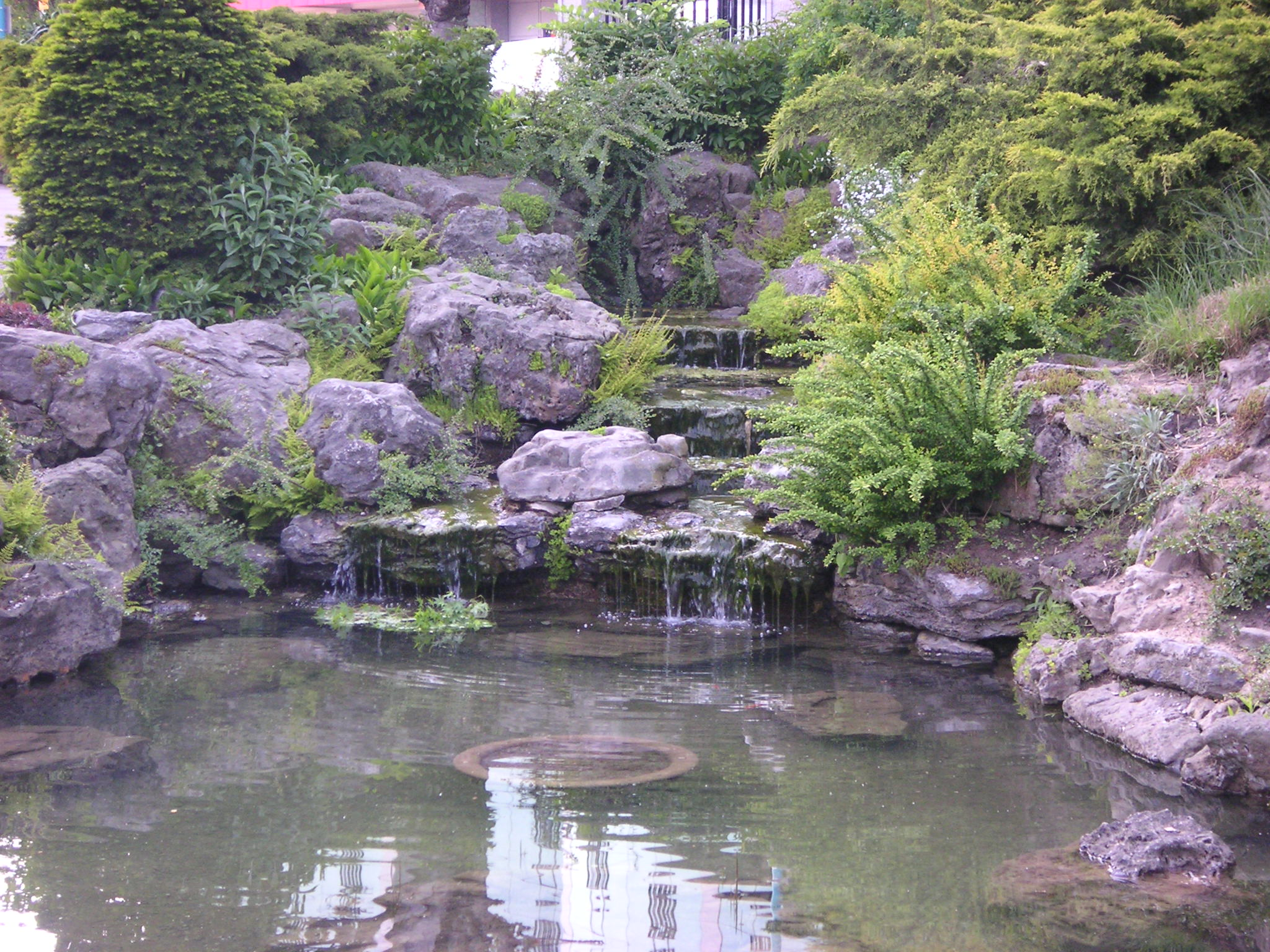
Estanque ornamental con cascada en Niagara Falls Rock Garden.

Los estanques naturales son los causados por sucesos ambientales. Estos pueden variar desde eventos glaciares, volcánicos, fluviales o incluso tectónicos. Desde la época del Pleistoceno, los procesos glaciares han creado la mayoría de las lagunas del hemisferio norte; un ejemplo es la Región de las Praderas Pothole de Estados Unidos. Cuando los glaciares retroceden, pueden dejar tras de sí un terreno irregular debido al rebote elástico del lecho rocoso y a las llanuras de afloramiento de sedimentos. Estas zonas pueden desarrollar depresiones que pueden llenarse con el exceso de precipitaciones o con la filtración de agua subterránea, formando un pequeño estanque. Los lagos y lagunas se forman cuando el hielo se desprende de un glaciar más grande, acaba siendo enterrado por el terreno glaciar circundante y, con el tiempo, se derrite. Orogenias y otros eventos de levantamiento tectónico han creado algunos de los lagos y estanques más antiguos del planeta. Estas hendiduras tienen la tendencia a llenarse rápidamente de agua subterránea si se producen por debajo del nivel freático local. Otras hendiduras o depresiones tectónicas pueden llenarse con las precipitaciones, la escorrentía local de las montañas o ser alimentadas por arroyos de montaña. La actividad volcánica también puede conducir a la formación de lagos y lagunas a través de tubos de lava colapsados o conos volcánicos. Las llanuras de inundación naturales a lo largo de los ríos, así como los paisajes que contienen muchas depresiones, pueden experimentar inundaciones en primavera/temporada de lluvias y derretimiento de la nieve. De este modo se crean estanques temporales o vernales que son importantes para la cría de peces, insectos y anfibios, sobre todo en grandes sistemas fluviales como el Amazonas. Algunos estanques son creados únicamente por especies animales como castores, bisontes, caimánes y otros cocodrilos mediante la construcción de presas y la excavación de nidos respectivamente. En los paisajes con suelo orgánico, los incendios locales pueden crear depresiones durante los períodos de sequía. Estas tienen la tendencia a llenarse con pequeñas cantidades de precipitación hasta que los niveles de agua normales regresan, convirtiendo estas lagunas aisladas en aguas abiertas.
Los estanques artificiales son aquellos creados por la intervención humana en beneficio del medio ambiente local, de entornos industriales o para uso recreativo/ornamental.

## Características de un estanque natural

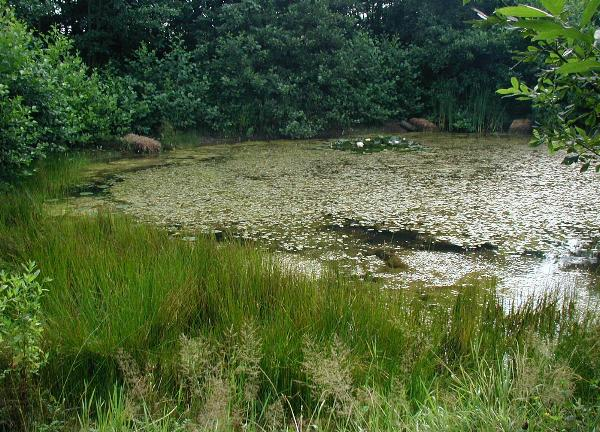
Estanque eutrófico

Un estanque natural es una cantidad de agua retenida o estancada en una depresión del terreno que se forma, normalmente, por agua de lluvia.
Esta especie de balsa natural de agua, pequeño lago o laguna, no suele tener un gran tamaño. Pero eso no impide que contenga una gran cantidad de seres vivos en su interior y su propio ecosistema.
El estanque es un espacio de agua no muy grande y no muy profundo, no más de tres o cuatro metros de profundidad. Normalmente, solo es alimentado por agua de lluvia. Por lo tanto, en los períodos de sequía, su nivel puede descender mucho.

### Animales que habitan en un estanque

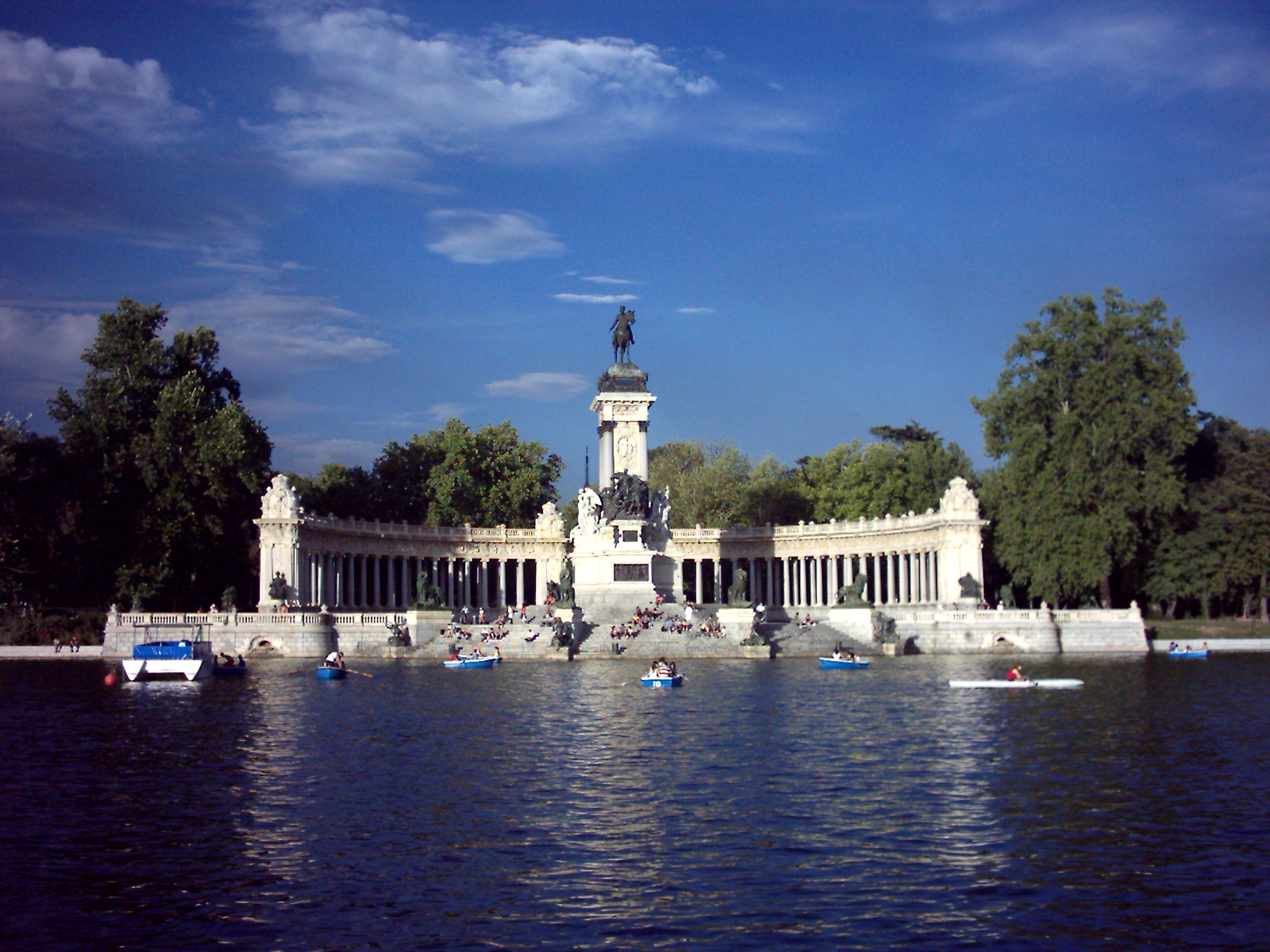
Estanque del Retiro en Madrid

Podemos encontrar pocas especie de mamíferos en un estanque. Por ejemplo, el arvícola, que se alimenta de vegetales, y a la musaraña, habilísima nadadora, que va a la caza de insectos y de animales que en ocasiones son mucho mayores que ella.
Hay varias especies de aves. Están las garzas, las pollas de agua, las fochas y los patos migratorios, que se detienen en los estanques durante breves períodos para descansar de sus largos viajes.

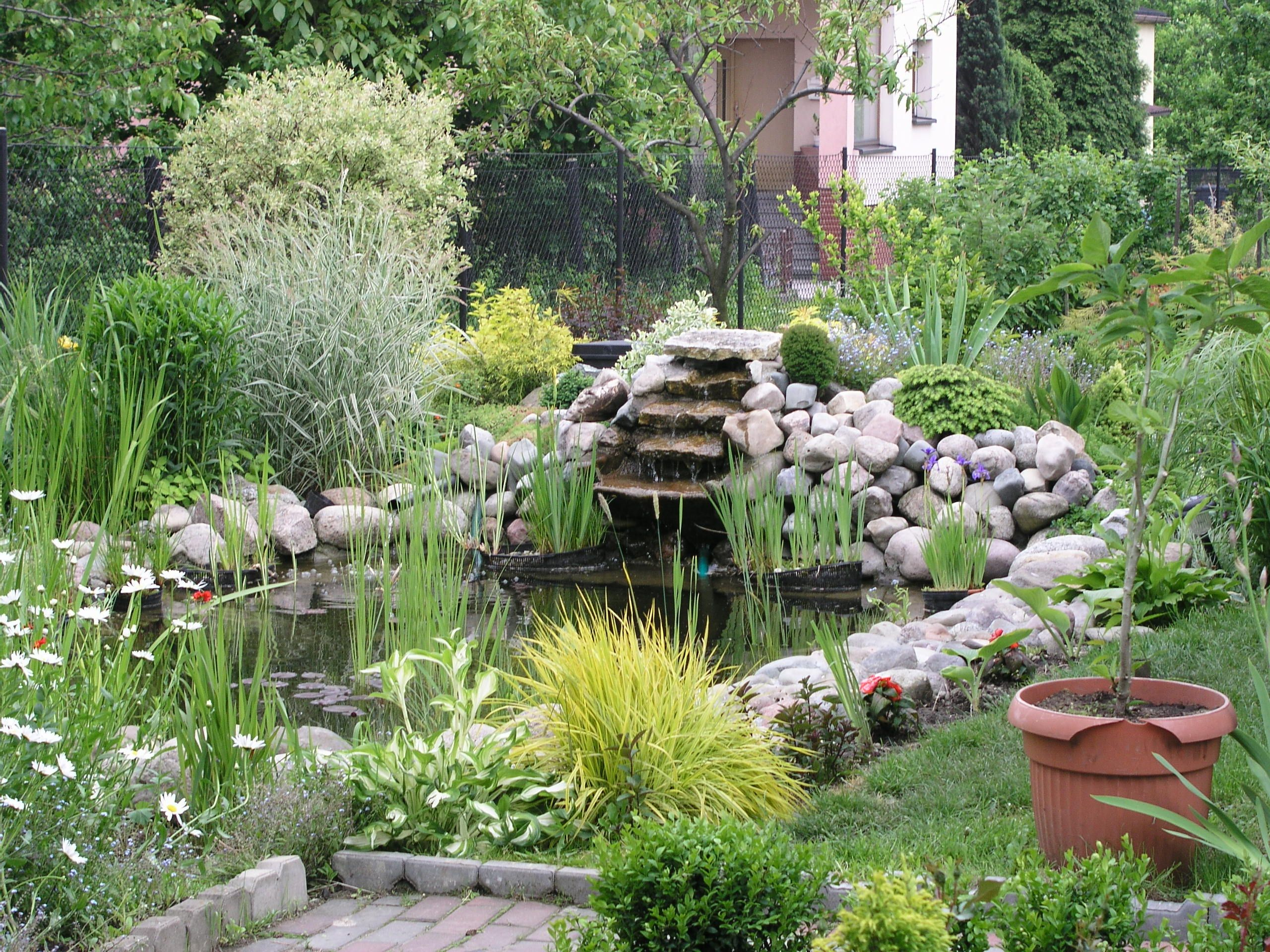
Jardín acuático

Podemos encontrar reptiles y anfibios, destacando las ranas y sapos. También es frecuente encontrar culebras de agua, que se alimentan de pequeños peces, ranas e insectos, pero totalmente inofensivas para el hombre.

#### Peces de un estanque
Los que con más facilidad se adaptan a vivir en aguas estancadas son las carpas y las tencas. En los estanques y en los pantanos comunicados con ríos se pueden encontrar lucios y anguilas, y si los ríos son rápidos y en zonas montañosas, también hay truchas y salmones.

## Estratificación

Los lagos se estratifican en tres secciones distintas: I. El Epilimnion II. El Metalimnion III. El Hipolimnion.
Las escalas se utilizan para asociar cada sección de la estratificación a sus correspondientes profundidades y temperaturas. La flecha se utiliza para mostrar el movimiento del viento sobre la superficie del agua que inicia el recambio en el epilimnion y el hipolimnion.

Muchos estanques experimentan un proceso anual regular en la misma materia que los lagos más grandes si son lo suficientemente profundos y/o están protegidos del viento. Los factores abióticos, como la radiación UV, la temperatura general, la velocidad del viento, la densidad del agua e incluso el tamaño, juegan un papel importante cuando se trata de los efectos estacionales en los lagos y estanques. El vuelco de primavera, la estratificación de verano, la rotación de otoño y la estratificación inversa de invierno hacen que los estanques ajusten su estratificación o su zonación vertical de temperatura debido a estas influencias. Estos factores ambientales afectan a la circulación de los estanques y a los gradientes de temperatura dentro del agua misma produciendo capas distantes; el epilimnion, la metalimnion, y el hipolimnion.
Cada zona tiene rasgos variados que sostienen o perjudican a organismos específicos y a las interacciones bióticas bajo la superficie, dependiendo de la estación. El hielo superficial del invierno comienza a derretirse en primavera. Esto permite que la columna de agua comience a mezclarse gracias a la convección solar y la velocidad del viento. A medida que el estanque se mezcla, se alcanza una temperatura general constante. A medida que las temperaturas aumentan durante el verano, se produce la estratificación térmica. La estratificación estival permite que el epilimnion sea mezclado por los vientos, manteniendo una temperatura cálida constante en toda esta zona. Aquí florece la fotosíntesis y la producción primaria. Sin embargo, las especies que necesitan agua más fría con mayores concentraciones de oxígeno disuelto favorecerán el metalimnion o hipolimnion inferior. La temperatura del aire desciende a medida que se acerca el otoño y se produce una capa de mezcla profunda. El recambio otoñal da lugar a lagos isotérmico con altos niveles de oxígeno disuelto a medida que el agua alcanza una temperatura media más fría. Por último, la estratificación invernal se produce de forma inversa a la estratificación estival, ya que el hielo superficial comienza a formarse de nuevo. Esta capa de hielo se mantiene hasta que la radiación solar y la convección regresan en primavera.
Debido a este cambio constante en la zonificación vertical, la estratificación estacional hace que los hábitats crezcan y se reduzcan en consecuencia. Ciertas especies están ligadas a estas distintas capas de la columna de agua, donde pueden prosperar y sobrevivir con la mayor eficacia posible.